# Musée de Semur-en-Auxois
Le musée municipal de Semur-en-Auxois est situé dans le département de la Côte-d'Or, dans la région Bourgogne-Franche-Comté en France.
Fondé en 1835, il est installé dans l’ancien couvent des Jacobines, un édifice construit en 1618. Ce musée encyclopédique contient une riche collection de peintures, de sculptures, d’objets archéologiques, et de spécimens de sciences naturelles.

## Historique du musée
Le musée est étroitement lié à la création d'une autre institution de la ville, l'école de Dessin, de Sculpture et d'Architecture de Semur-en-Auxois.
L’école de dessin est née officiellement par une délibération du conseil municipal le 5 juillet 1833, sous les conseils du sous-préfet de l'arrondissement de Semur-en-Auxois, Georges Pierre Larribe (1791-1870), ainsi qu'avec la collaboration active du maire de l’époque, Laureau-Guényot.
Cependant, l'école n'est installée dans l'ancien couvent des Jacobines qu'en février 1834 et ouvre ses portes qu'après la cérémonie d'inauguration du 10 février 1834.
Un premier professeur de dessin, le peintre Théodore de Jolimont (1787-1854) est vite remplacé par Étienne Bouhot (1780-1862), un artiste originaire d'une ville voisine de Semur. Ce dernier accepte, à la demande de Larribe et du député Jean Vatout (1791-1848), de prendre la relève à partir du 17 septembre 1834. C'est sous son enseignement que l'école va être à son apogée. En effet, dès son arrivée, l'école comptait une trentaine d’élèves et en comptait plus de 60 lors de son décès. De plus, quelques uns de ses élèves ont fini par devenir des artistes reconnus, notamment les sculpteurs Pierre Travaux (1822-1869) et Frédéric Creusot (1832-1896), ainsi que le peintre Eugène Nesle (1822-1871).
En plus du règlement du 5 juillet 1833 qui pose les bases de l’enseignement :
« L’enseignement dirigé par un seul professeur, comprendra :
1. Le dessin d’agrément, le dessin d’ornement et principalement le dessin linéaire à l’usage des ouvriers.
2. L’architecture : coupe de pierres, charpente, éléments de géométrie pratique.
3. La sculpture d’ornement et le modelage »[4].

Étienne Bouhot ajoute l’étude de la figure d’après la bosse, le dessin de paysages et les lois de la perspective qui sont primordiales à partir de l'enseignement comparé. Cette approche pédagogique implique l'étude et l'analyse de diverses œuvres d'art, issues de différentes époques, styles ou cultures, afin d'encourager la compréhension et le développement des compétences artistiques. Ce qui va permettre à l'école de dessin de se constituer une véritable collection.
Après la mort d’Étienne Bouhot, plusieurs professeurs se sont succédé jusqu'à l'arrivée de l'architecte Hector Marcorelles (1842- 1923), le 27 janvier 1873. Malheureusement, malgré l'ajout de cours du soir pour adulte et le transfert de l'école dans un bâtiment rénové sur le champ de foire en 1880, l'école décline peu à peu. Les élèves se font de moins en moins nombreux et les cours données sont de moins en moins qualitatif. L'école de dessin est donc obligé de fermer ses portes en octobre 1913.

## Création du musée
Les collections de l’école, initialement destinées à l’enseignement, s’enrichissent progressivement comme l’indique les nombreux inventaires dont celui datant de février 1834.
Face à cette accumulation, Étienne Bouhot décide de créer un musée pour rendre les œuvres accessible à un plus large public. Soutenu par les autorités locales et des personnalités influentes comme le député Jean Vatout, Bouhot œuvre à la fondation du musée, qui ouvre ses portes en 1835.

### Agrandissement du musée
En 1836, après plusieurs mois de négociation et grâce à l'appui de Larribe et de Vatout, la municipalité accepte de céder un local pour accueillir le musée, jusque-là installé dans les salles de l'école de dessin.
En 1837-1838, le musée emménage juste au-dessus de l'école municipale de dessin, au premier étage du couvent des Jacobines, à côté de la bibliothèque. Dès son installation, la petite collection du musée s'accroît rapidement, rendant les locaux insuffisants. Cependant, son agrandissement est un réel défi, puisque le bâtiment du couvent des Jacobines est partagé entre plusieurs institutions, l'école de dessin, le musée, la bibliothèque, l'école mutuelle ainsi que la Société des Sciences Historiques et Naturelles de Semur-en-Auxois dès 1865-1866.
En 1844, il est envisagé de créer une nouvelle salle dans les combles du bâtiment, située au-dessus de la bibliothèque et de la grande salle du musée, destinée à abriter les collections géologiques et de sciences naturelles. Malgré l'existence d'un devis et d'un plan, ce projet demeure incertain. En effet, aucun document ne confirme sa réalisation. De plus, le plan de 1853 dessiné par l’architecte J.-J. Grosley (1820-1904) n'indique aucune salle dans les combles, ne mentionnant que le rez-de-chaussée et le premier étage, où se trouve le « cabinet d'histoire naturelle ».
C'est dans les années 1860 que la municipalité de Semur, sous l'impulsion du maire Armand Bruzard, décide de faire construire un deuxième étage au-dessus de la bibliothèque et de la grande salle, afin d'agrandir le musée. Cet étage est alors divisé en deux vastes salles, dont l'une est éclairée zénithalement afin de correspondre aux conditions muséographiques de l'époque.
En 1866, la municipalité demande à l’architecte d’aménager une entrée dans la cour intérieure du cloître. Son projet comprenant deux grilles séparées par un mur portant l’inscription « Musée / Bibliothèque », est encore visible aujourd’hui, bien que l'ornementation ait été quelque peu modifiée au fil du temps. J.-J. Grosley réorganise également le premier étage afin d'y installer de manière adéquate la salle géologique et zoologique.
Dans les années 1880, le musée s’agrandit à nouveau. En effet, au même moment, l’école de dessin déménage dans un nouveau local, près du collège de la ville et quitte définitivement le bâtiment de la bibliothèque. Les salles devenues vides de toute activité, sont donc remise en état, et rattachées au musée. À la même période, le musée reçut un legs important de sculptures, ce qui obligea la ville à aménager un espace pour les exposer. La municipalité fit donc construire une galerie dans l’ancien cloître par l’architecte Voye.

### Musée d'aujourd'hui
Aujourd’hui, la majorité du bâtiment fait partie du musée. En effet, le musée partage encore le bâtiment avec la bibliothèque municipale.
L’entrée du musée se fait par la cour intérieure du cloître. Au rez-de-chaussée du musée, dans l’ancien cloître du couvent des Jacobins se trouve l’accueil, la boutique, la galerie de sculptures qui expose une grande partie des plâtres d’Augustin Dumont, ainsi qu’une petite salle où est exposé entre autres, le Génie de la Liberté d’Augustin Dumont, la sculpture fard du musée. Au fond de cette galerie, se trouve la salle médiévale I qui présente une partie de la collection médiévale du musée.
Le premier étage est, lui, consacré aux sciences naturelles. Il est constitué de deux salles en enfilades. La première contient la collection paléontologique et géologique, tandis que la deuxième contient la collection zoologique.
Au deuxième étage, on trouve une multitude de salles, dont la petite salle d’archéologie, qui a été réorganisée par Mathieu Pinette, l’ancien conservateur du musée de Semur-en-Auxois, et la salle des Beaux-Arts. Cette dernière est la seule salle éclairée zénithalement du musée, elle contient un grand nombre de peintures, et de sculptures en plâtres. Au fond de cette salle, on retrouve la salle médiévale II à gauche, la salle d’exposition temporaire et la salle d’André Maire à droite qui sert également de salle d’exposition temporaire.
Dernièrement, le musée a connu une grande campagne de restauration, menée par Alexandra Bouillot-Chartier, la directrice du musée de Semur-en-Auxois. Son parti-pris était de redonner au musée son apparence et sa scénographie du XIXe siècle.

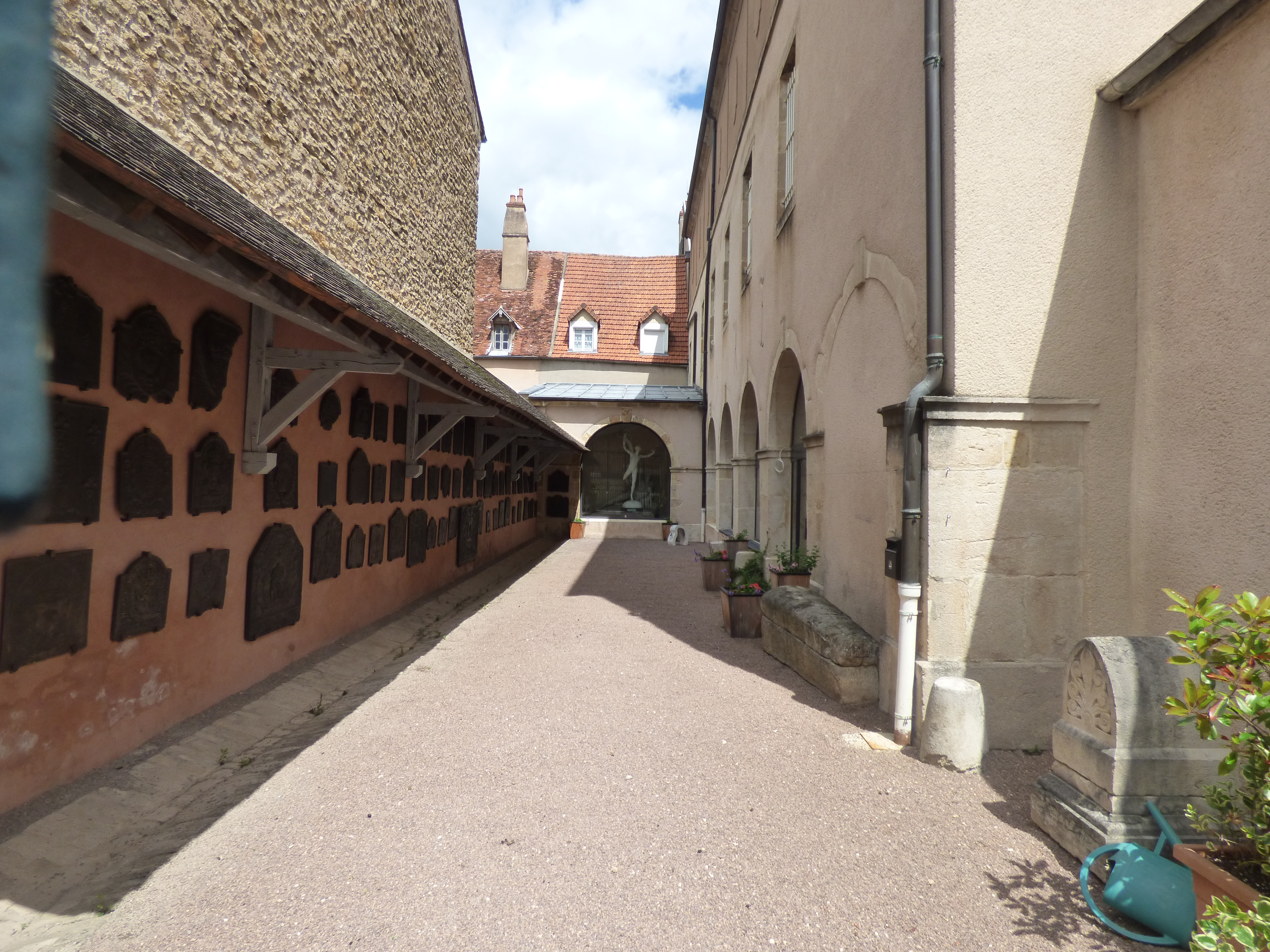
Cour intérieure.
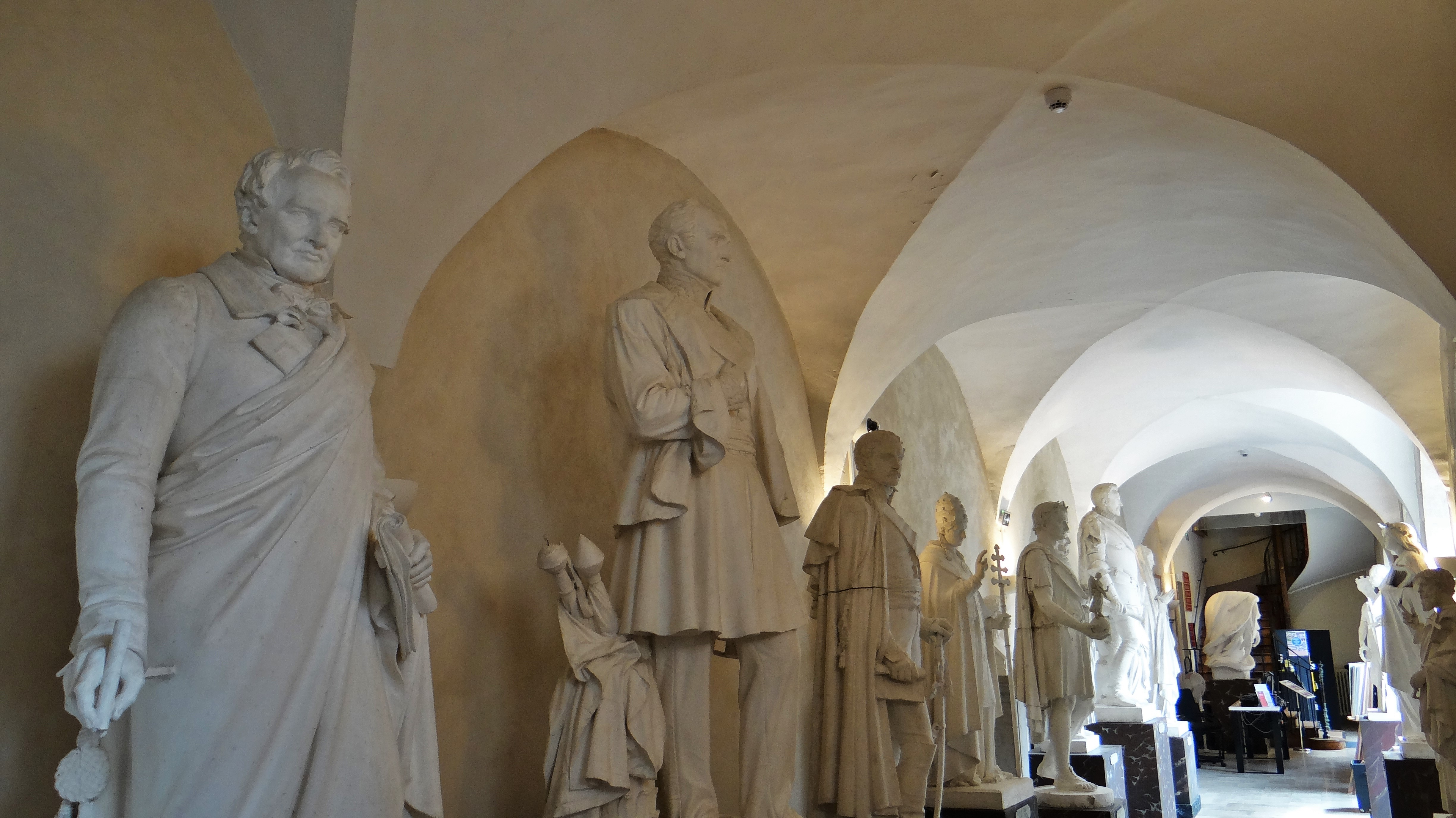
Galerie des sculptures.
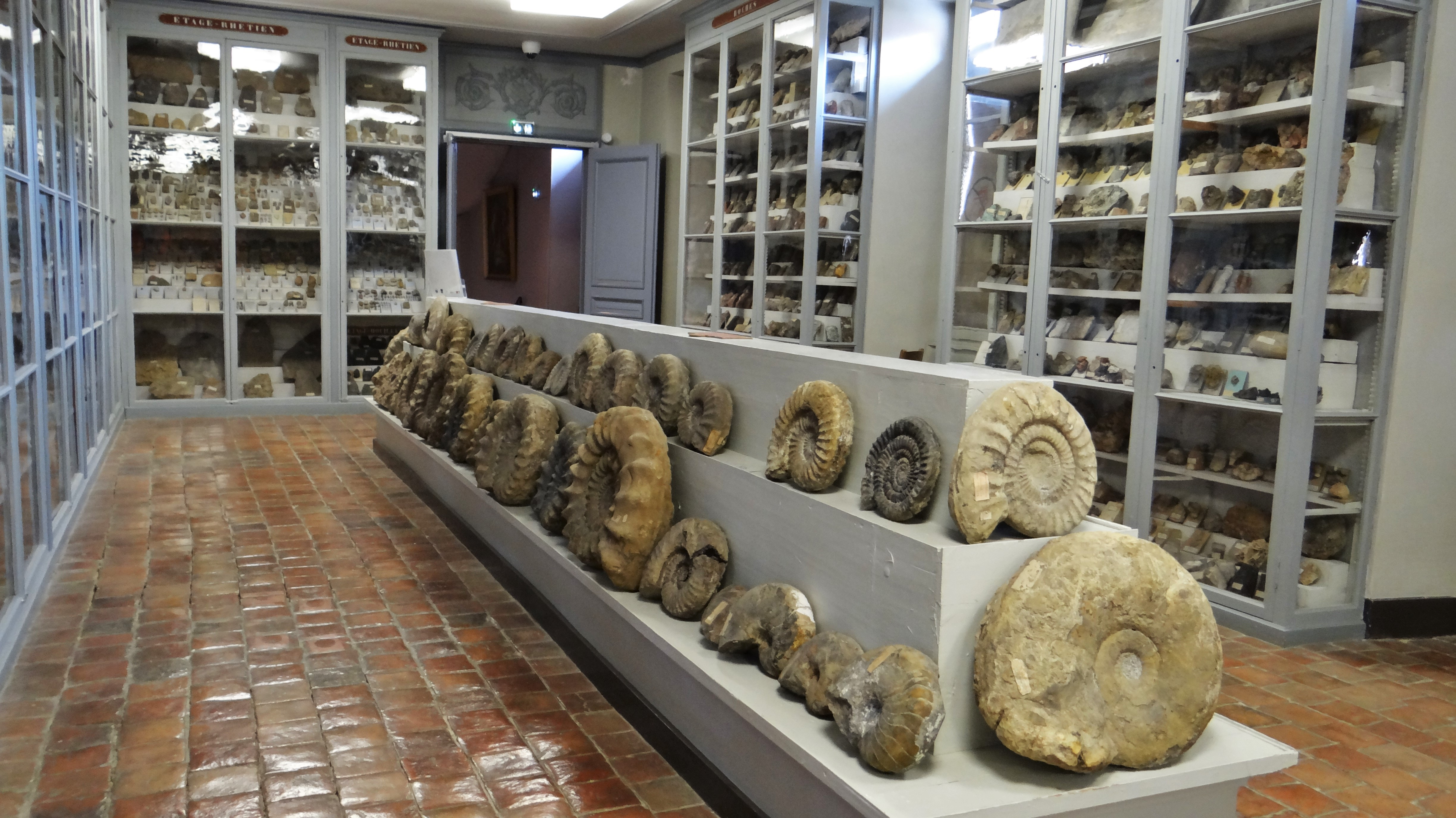
Salle  de Paléontologie et Géologie.
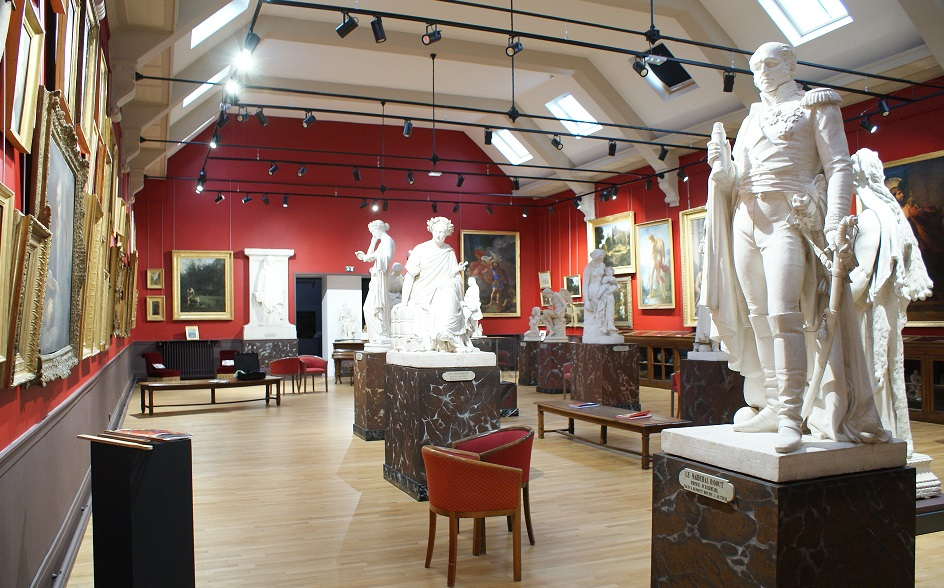
Salle Beaux Arts.
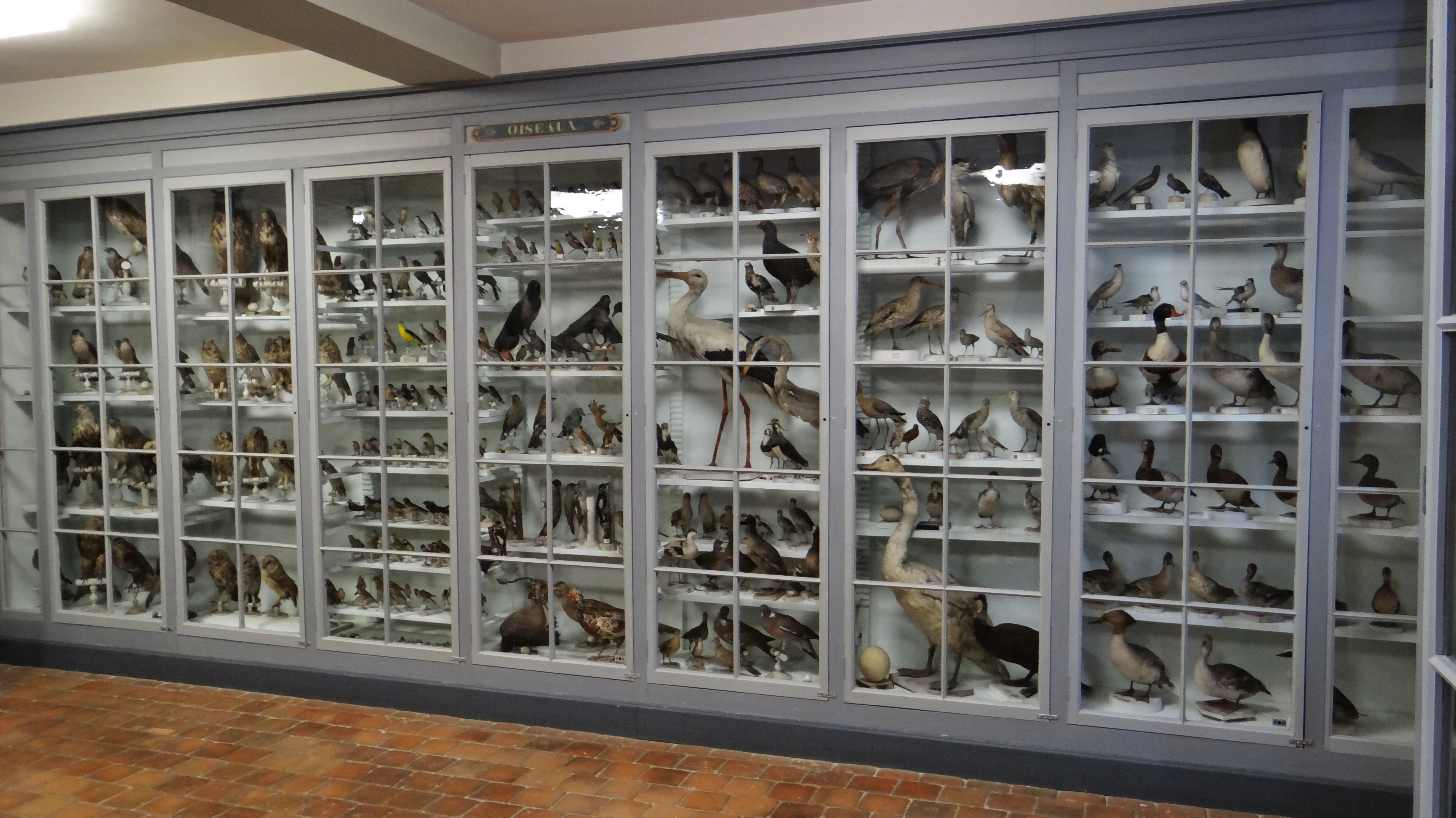
Salle de Zoologie.

## Historique des collections
Les collections du musée proviennent directement de la collection de l’école de dessin. En 1845, Étienne Bouhot mentionne que la collection compte quarante tableaux. L'année suivante, le chiffre augmente à plus de cinquante tableaux. En 1854, le catalogue du musée contient 77 objets d’art. Tandis qu’en 1862, à la mort de Bouhot, le musée comptabilise plus de deux cents tableaux et objets d'art. Plusieurs catalogues ont été constitués après celui de 1854, dont celui de 1885 qui contient 247 numéros ainsi que celui de 1899 avec 342 objets d’art.
Mais si cette collection s’est autant enrichie au fil des années, c’est grâce à plusieurs sources.

### Les dons et dépôts de l'État
En effet, le sous-préfet Larribe et le député Vatout ont soumis au ministère de l’instruction publique et des beaux-arts, des propositions de dons et de dépôt pour le musée de Semur. Cela ne s’est pas arrêté à leur mort, les successeurs de Larribe, ainsi que les différents maires de la ville, ont envoyés des demandes d’acquisition assez régulièrement, afin d’être compté dans les attributions d’œuvres lors de grands événements tels que les Salons. Les dépôts étaient assez réguliers, pratiquement une œuvre chaque année. Le musée a reçu ainsi une bonne quarantaine d’œuvres comme le plâtre de la tête de Vercingétorix d’Aimé Millet, déposé en 1868 ou encore le plâtre du Berger jouant avec un Faune de Léopold Steiner, déposé en 1889. À la suite de la loi n°2002-5, du 4 janvier 2002, relative aux musées de France, article 13, tous les dépôts de l’État datant d’avant 1910, ont fait l’objet d’un transfert de propriété d’État à commune.

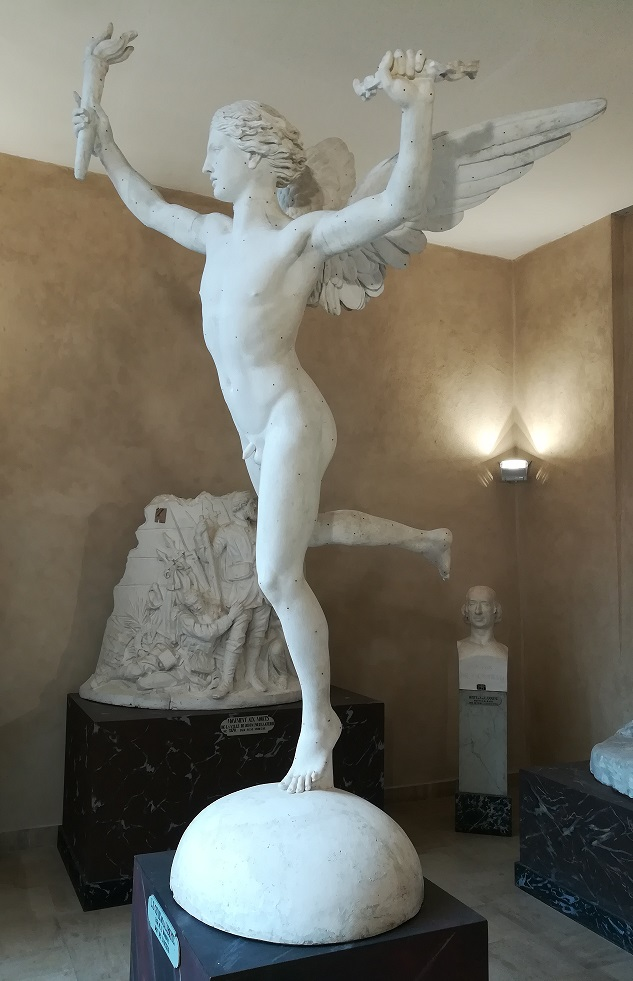
Augustin Dumont, Génie de la Liberté, Plâtre original du bronze place de la Bastille à Paris, musée de Semur-en-Auxois.

### Les dons et les legs d’artistes
Larribe et Vatout ont également usé de toute leur influence pour encourager les artistes à faire don de leurs œuvres, c’est ainsi que Larribe arrive à convaincre Jean-Pierre Cortot de faire don de son esquisse préparatoire en plâtre du Soldat de Marathon en 1839. Certains amis et certains anciens élèves d’Étienne Bouhot vont également participer au fil des années, tels que Pierre Travaux avec le don de la sculpture de Saint-Sébastien, Nesle avec le don de son tableau peint, le portrait de Bouhot, ainsi qu’Étienne Bouhot lui-même qui a fait don de quelques-uns de ces tableaux, comme La Vue du Pont-Joly à Semur.
Le legs le plus important d'un artiste au musée de Semur-en-Auxois est celui d'Augustin Dumont (1801-1884). Ce legs est dû à l'amitié entre le maire de Semur-en-Auxois, Armand Bruzard, et le sculpteur lui-même. Grâce à cette relation, Bruzard a pu obtenir plusieurs dons de ses sculptures, notamment La Coquetterie en 1857, Blanche de Castille en 1860, et Ducis en 1861. Puis le legs de son fonds d'atelier à la mort de l'artiste en 1884. Un legs qui comprend une soixantaine de sculptures principalement constitués de plâtres originaux, dont le Génie de la Liberté. En 1885, la collection de sculptures du musée comptait ainsi 98 numéros.

### Les dons et les legs de particuliers
Les dons des particuliers ont joué un rôle crucial dans l'enrichissement des collections du musée de Semur-en-Auxois, contribuant à faire de cette institution l'une des plus importantes de la Côte-d'Or après celle de Dijon. Tout au long du XIXe siècle, la générosité des habitants et des amateurs d'art a permis de constituer une collection diversifiée et de grande valeur. Parmi les donateurs les plus notables, on compte Alphonse de Rothschild (1827-1905), dont les contributions ont ajouté une touche de prestige et de richesse aux collections. Les dons de particuliers ont souvent été motivés par un profond attachement à la ville et une volonté de soutenir son patrimoine culturel. Par exemple, Armand Bruzard, le maire de Semur, a non seulement utilisé ses relations personnelles pour obtenir des œuvres d'art avant d’en faire don au musée, mais il a également encouragé d'autres citoyens à faire de même. Armand Bruzard a fait don, entre autres, d’une étude attribuée à David, Une tête de vieillard.
Les legs de collectionneurs privés, ont apporté une variété d'objets d'art, allant des peintures aux sculptures en passant par des objets archéologiques et des spécimens géologiques. Ces contributions généreuses ont également renforcé le lien entre le musée et la communauté, illustrant un engagement collectif pour la préservation et la valorisation du patrimoine local. Dans les dons importants, on peut compter le don de Jean-Jacques Collenot (1814-1892), Eugène Bréon et Émile Bochard, trois membres de la Société de Sciences de Semur. Ceux-ci ont déposé leur collection géologique au musée de Semur en février 1866, et permettent au musée de devenir un lieu de référence pour les amateurs de géologie.
Plus récemment, entre 2017 et 2019, la fille du peintre André Maire a fait don d'une centaine de croquis ainsi que du tableau Vue dans les environs de Semur-en-Auxois. En 2018, cinq sculptures de l'artiste locale Dominica Leverve ont également été donnés, permettant au musée de monter une exposition sur cette artiste en 2024.

### Les achats de la ville
L’un des achats les plus marquants, est celui du tableau Intérieur d’une salle de l’archevêché de Reims d’Étienne Bouhot, à la mort de celui-ci pour lui rendre honneur. En effet, Étienne Bouhot a été l’élément principal de la réussite de l’école de dessin, puis du musée de Semur.
Cependant, à partir des années 2000, les acquisitions par achat diminuent progressivement et deviennent rares. Le dernier achat date de 2017 avec le tableau d’André Maire, Femme à la terre.

## Les collections

### Plaques de cheminée
En 1968, le collectionneur Edmé Huchon fait don au musée de Semur, d’un ensemble de 79 plaques de cheminée, dénommées taques allant du XVe siècle au XIXe siècle. Ces taques proviennent des maisons fortes de vignerons de la région de l’Auxois. Elles sont classées Monument historique depuis le 18 août 1967.

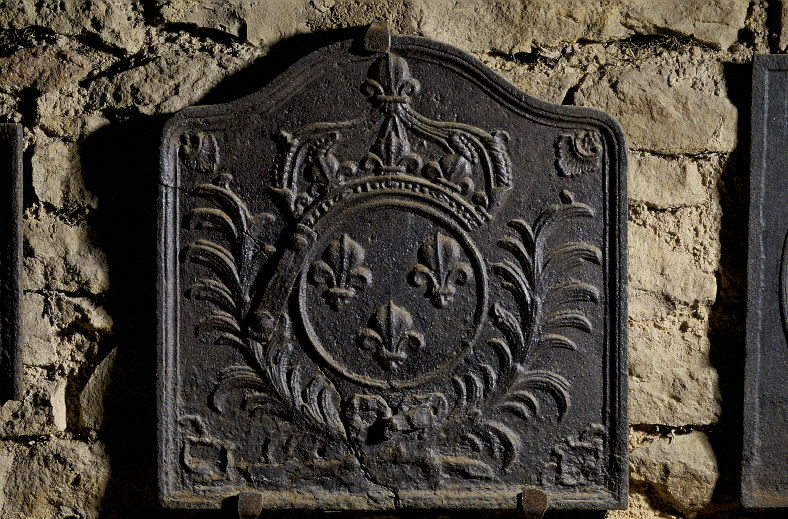
Plaque de cheminée représentant les Armes de France, fin du XVIIe siècle, Musée de semur-en-Auxois.
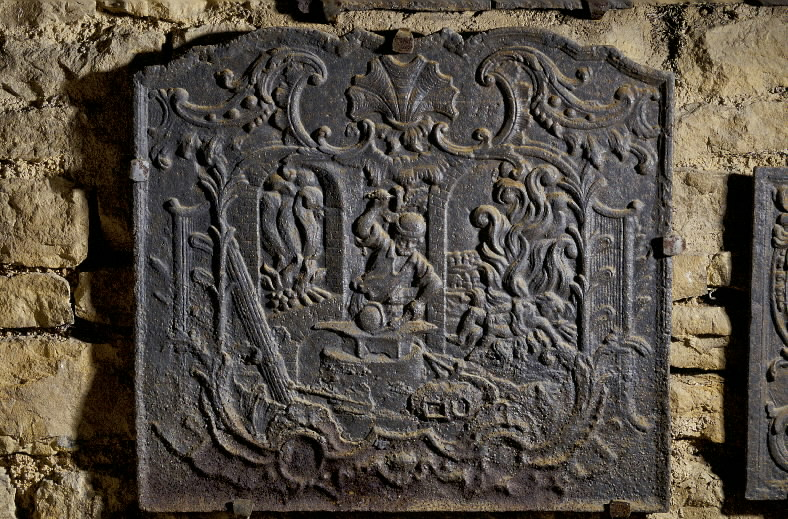
Plaque de cheminée représentant la naissance de Pandore, milieu du XVIIIe siècle, musée de Semur-en-Auxois.
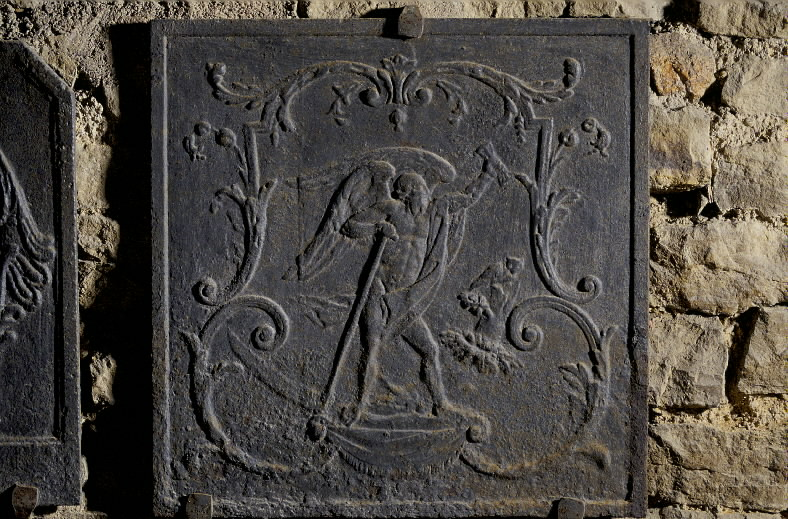
Plaque de cheminée représentant le temps tenant sa faux, milieu du XVIIIe siècle, musée de Semur-en-Auxois.

### Archéologie
Cette collection provient des nombreuses fouilles qui ont été menées dans la Région de l'Auxois. Elle rassemble du mobilier paléolithique, néolithique, gallo-romain et mérovingien parmi lesquels une série d’ex-voto provenant principalement des Sources de la Seine et de Massingy-lès-Semur. Ainsi que des statuettes, des armes, des outils, de la vaisselle, de la verrerie, des bijoux, de la céramique et des décors architecturaux.

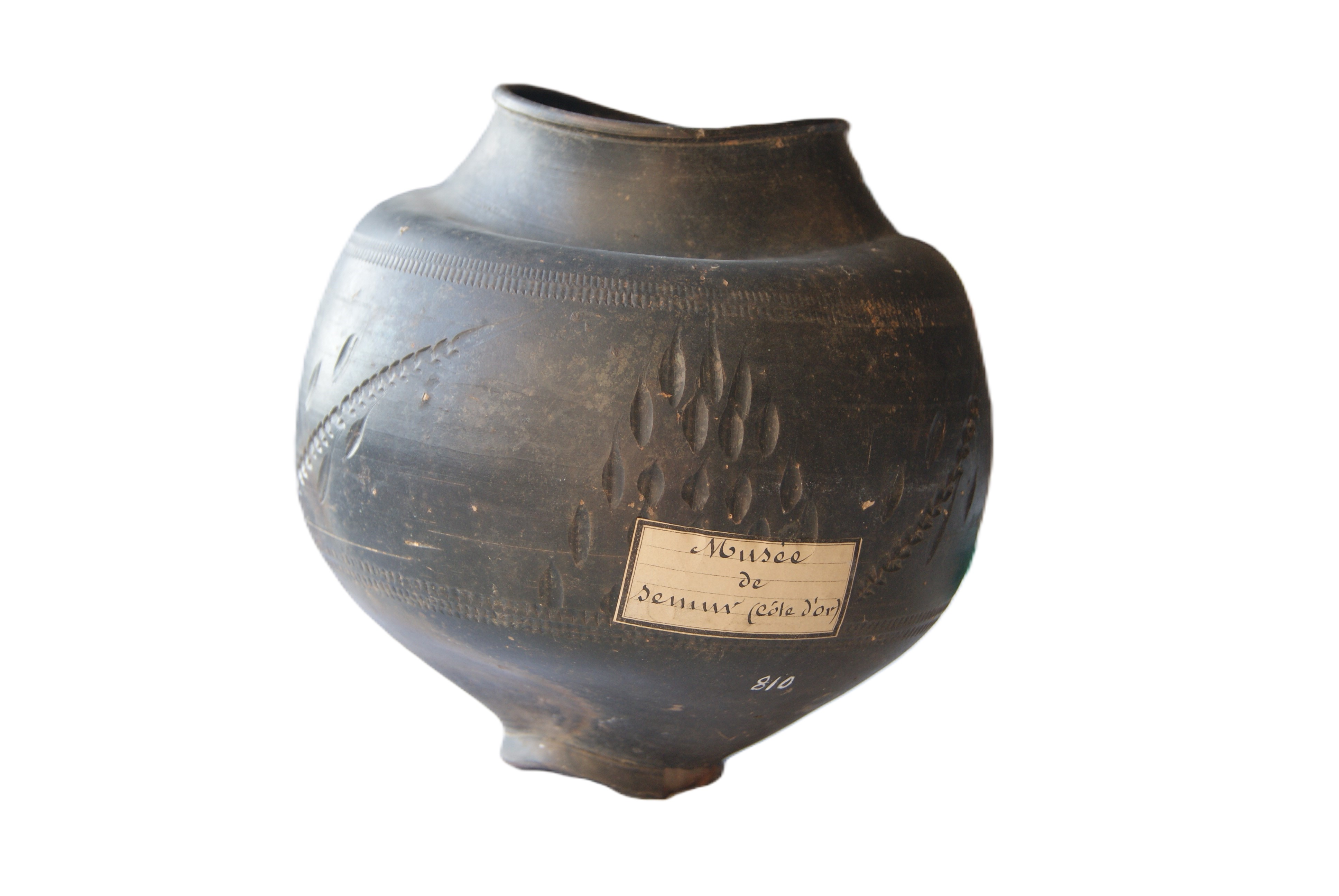
Gobelet provenant de Courcelles-lès-Semur, époque gallo-romaine, musée de Semur-en-Auxois.

### Paléontologie et Géologie
Comme dit précédemment, on doit la partie géologique de cette collection à, entre autres, Jean-Jacques Collenot (auteur de la Description géologique de l’Auxois, en 1873), Eugène Bréon et Jean-Baptiste Emile Bochard. La galerie de paléontologie et de géologie présente une collection paléontologique de plus de 10 000 spécimens permettant de définir l’étage sinémurien (Jurassique) dont le stratotype est à Semur-en-Auxois . Référence scientifique depuis 1844, cette collection a suscité l'intérêt des chercheurs du monde entier, tel que Alphaeus Hyatt (1838-1902) en 1873 . Aujourd'hui, cette collection fait l'objet d'une campagne de récolement menée par l'Université de Bourgogne.

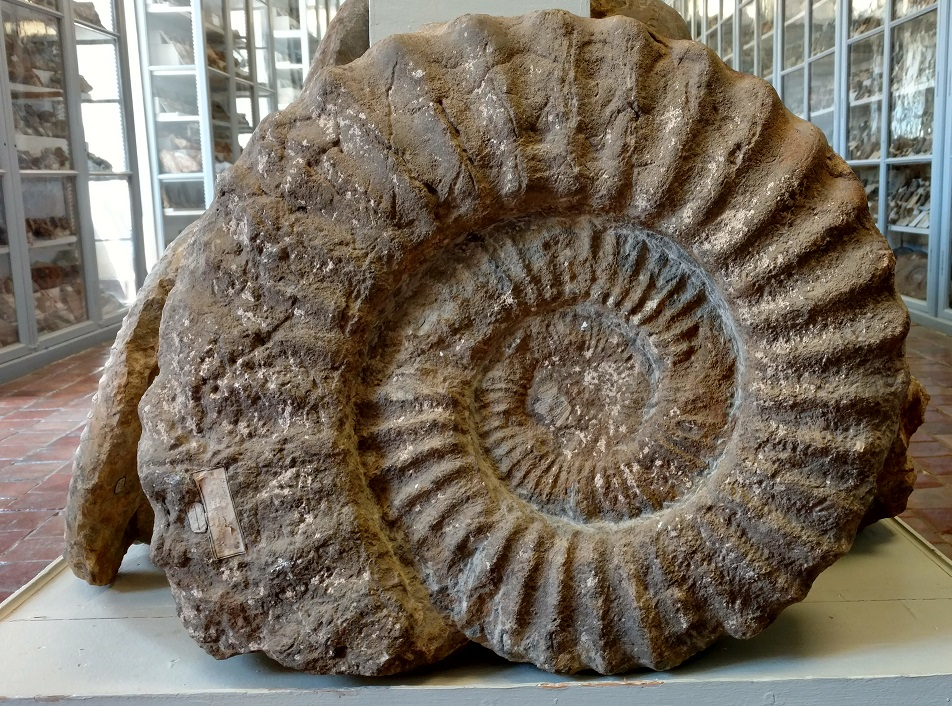
Ammonite du stratotype sinémurien, musée de Semur-en-Auxois.
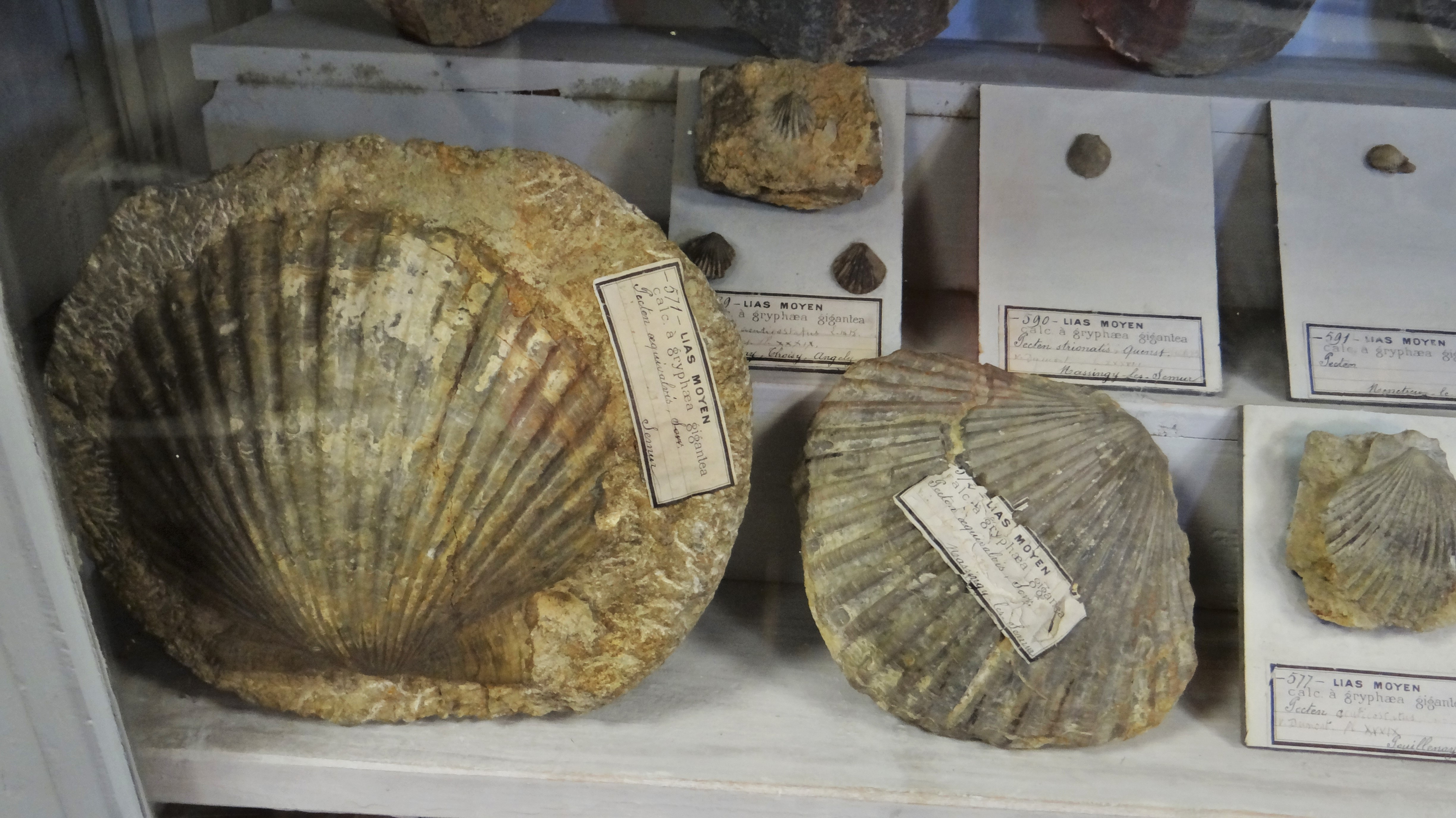
Pecten aequivalvis, musée de Semur-en-Auxois.

### Zoologie
La section de zoologie se constitue de mammifères de la Région et également d’animaux exotiques ramenés de voyages. Elle présente une grande diversité, incluant des poissons, des reptiles, des coraux, des coquillages et une remarquable collection d'oiseaux. L'ensemble est exposé dans une salle aménagée en cabinet de curiosités, située à proximité de la salle de paléontologie et de géologie.
La collection d’oiseaux a fait l’objet d’une étude lors de l’Atlas de la biodiversité communale de Semur-en-Auxois en 2022-2023. Cependant, celle-ci manque parfois de traçabilité.

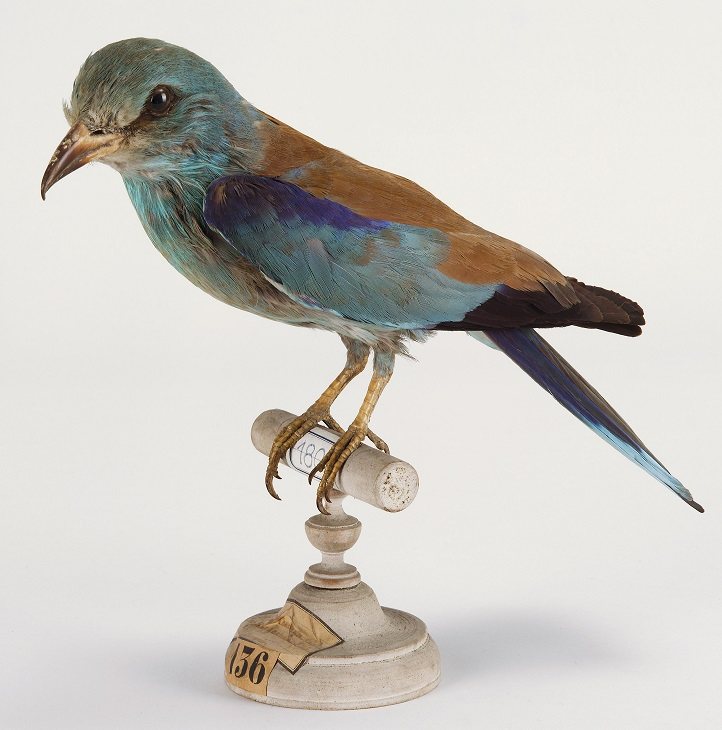
Rollier d'Europe, oiseau local semurois, musée de Semur-en-Auxois.

### Peintures
Celle-ci contient une grande collection de peintures allant du Moyen Âge avec la peinture murale du Saint Christophe attribué à Jehans de Bruges datant du XIVe siècle, classé Monument Historique, aux peintures du XIXe siècle. Avec des artistes comme Étienne Bouhot, Eugène Nesle, Louis Boulanger et Jean-Baptiste Corot (1796-1875).

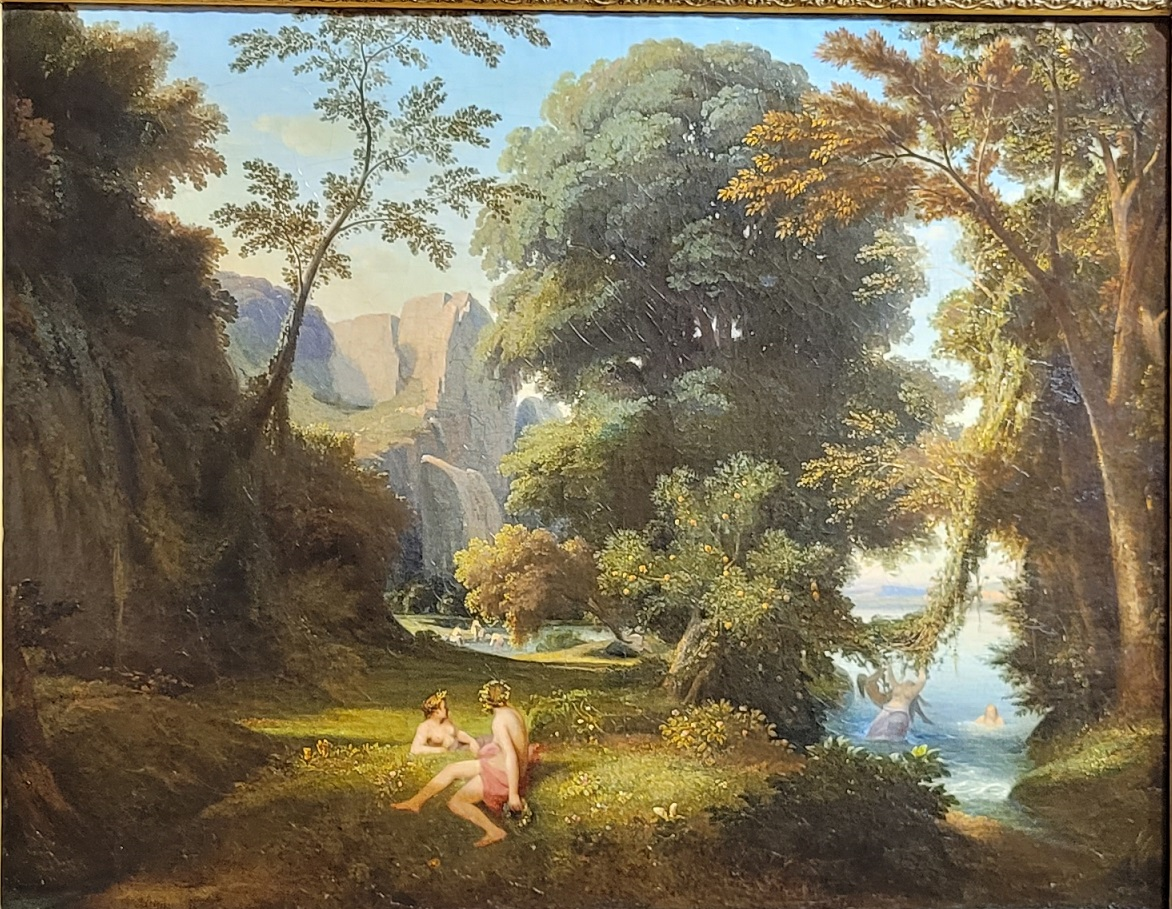
Théodore Caruelle d'Aligny, Les Baigneuses, huile sur toile, 1840, musée de Semur-en-Auxois.
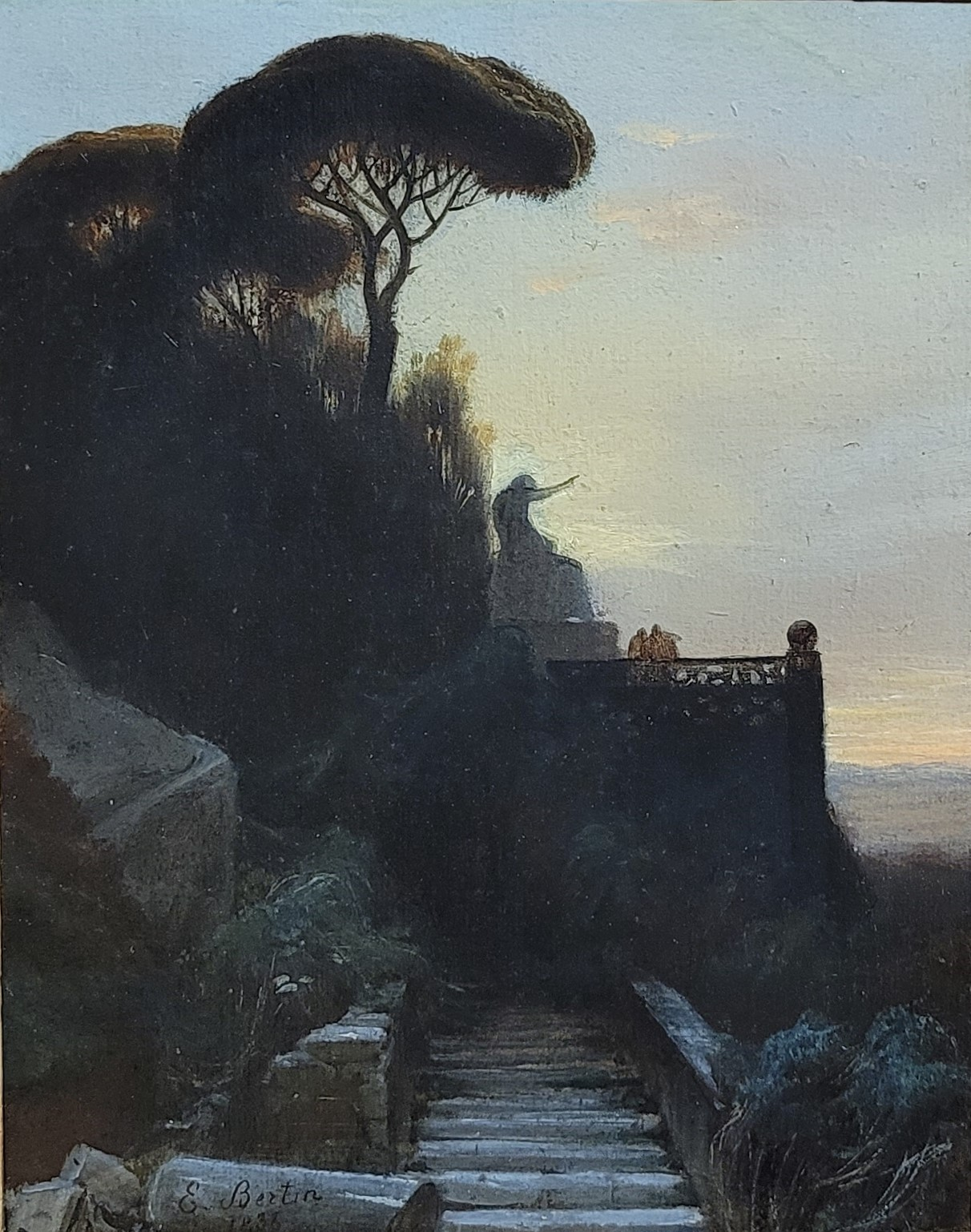
Edouard Bertin (1797-1871), Vue d'un jardin d'une villa au bord du lac de Côme, 1836, huile sur papier marouflé sur toile, musée de Semur-en-Auxois.
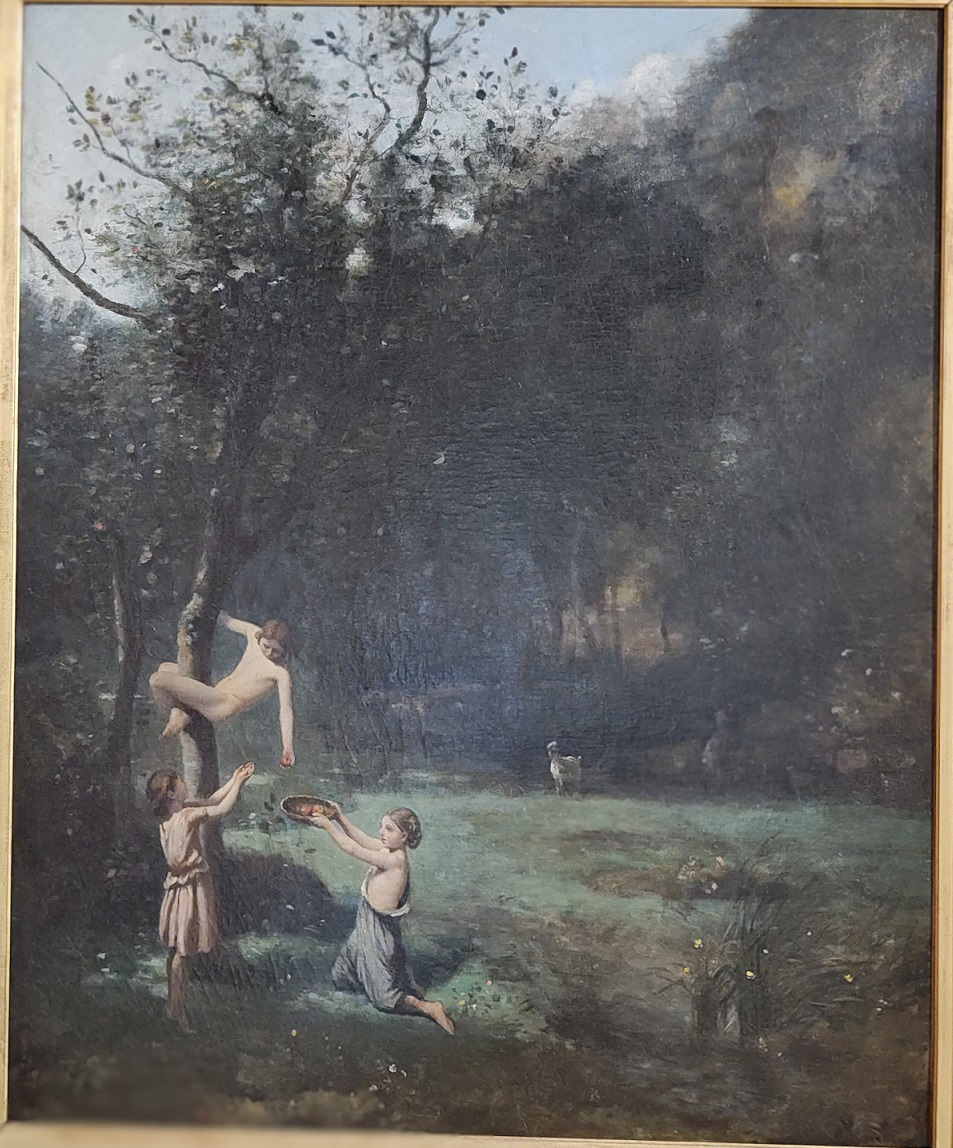
Camille Corot, Le Verger, vers 1840, musée de Semur en Auxois.
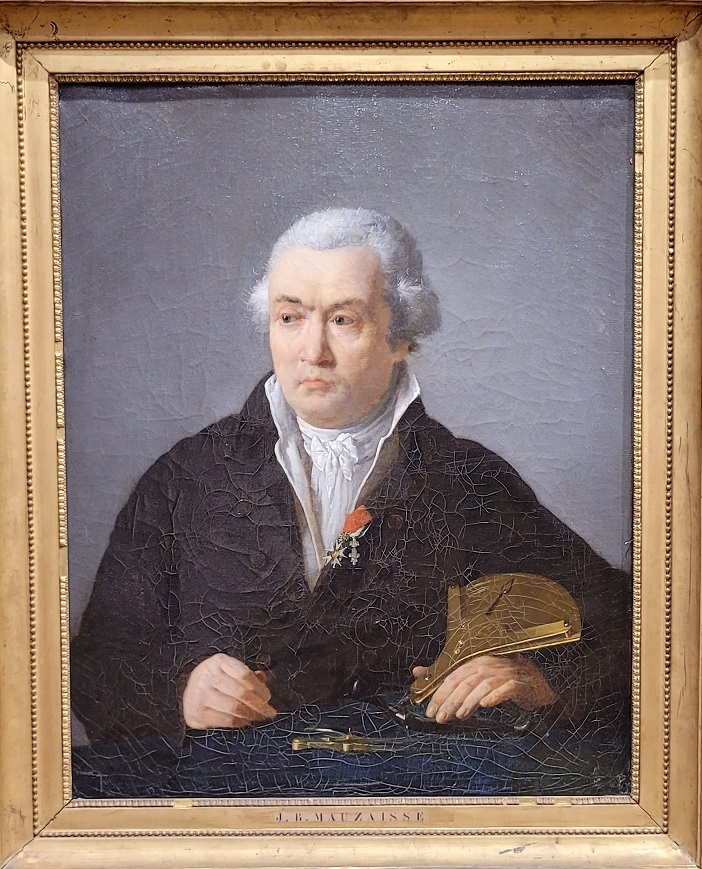
Jean-Baptiste Mauzaisse, Edme Régnier, inventeur semurois avec son dynamomètre dans la main, musée de Semur-en-Auxois.
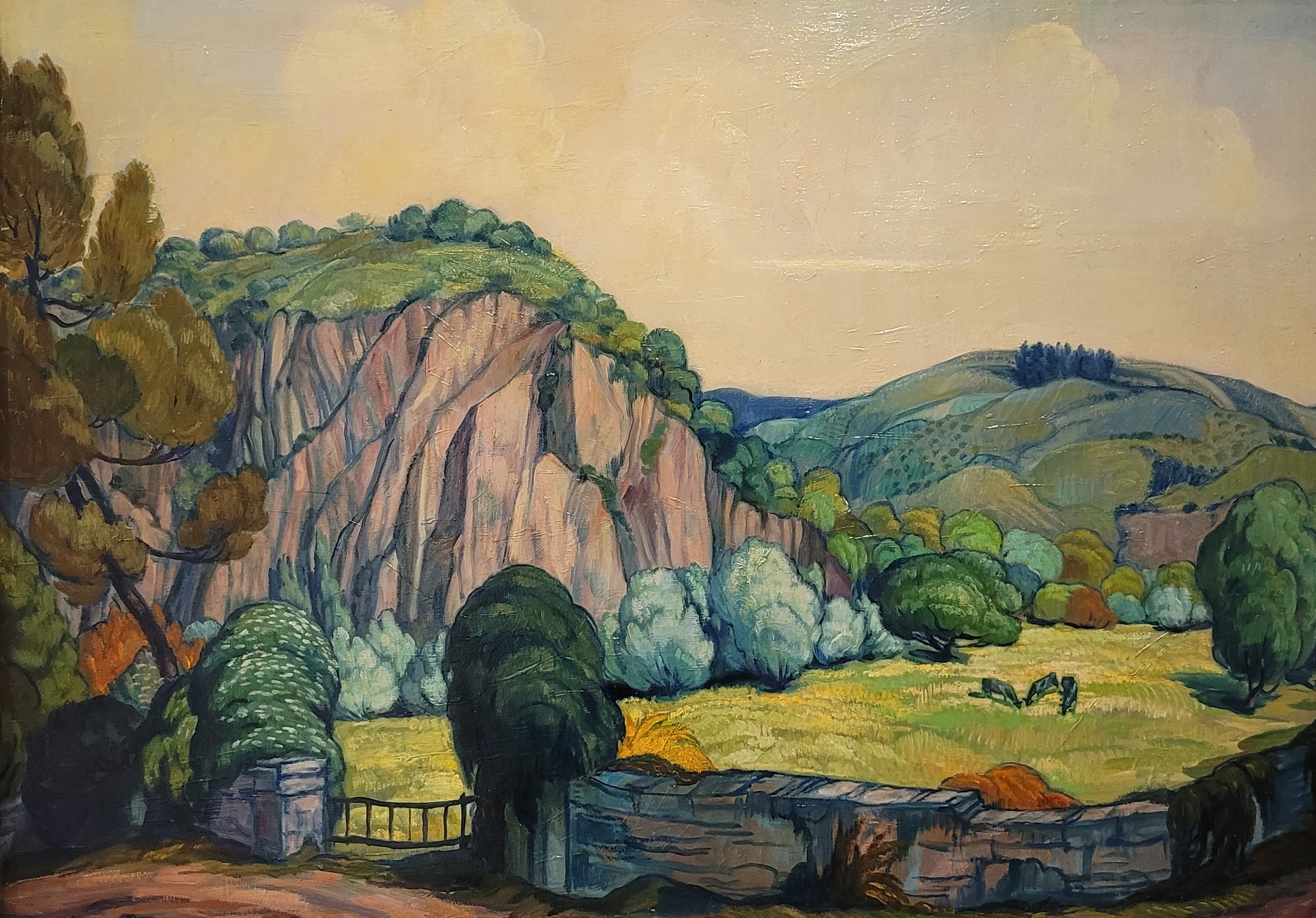
André Maire, "Environs de Semur-en-Auxois", 1966, huile sur isorel, musée de Semur-en-Auxois.

### Sculptures
La collection de sculptures est composée de moulages d’après l’antique, d’éléments d’architecture de l’époque médiévale et de la Renaissance provenant des maisons, des couvents et de la Collégiale de Semur-en-Auxois, ainsi qu’un ensemble de sculptures du XIXe, du XXe et du XXIe siècle dont celles d'Augustin Dumont.

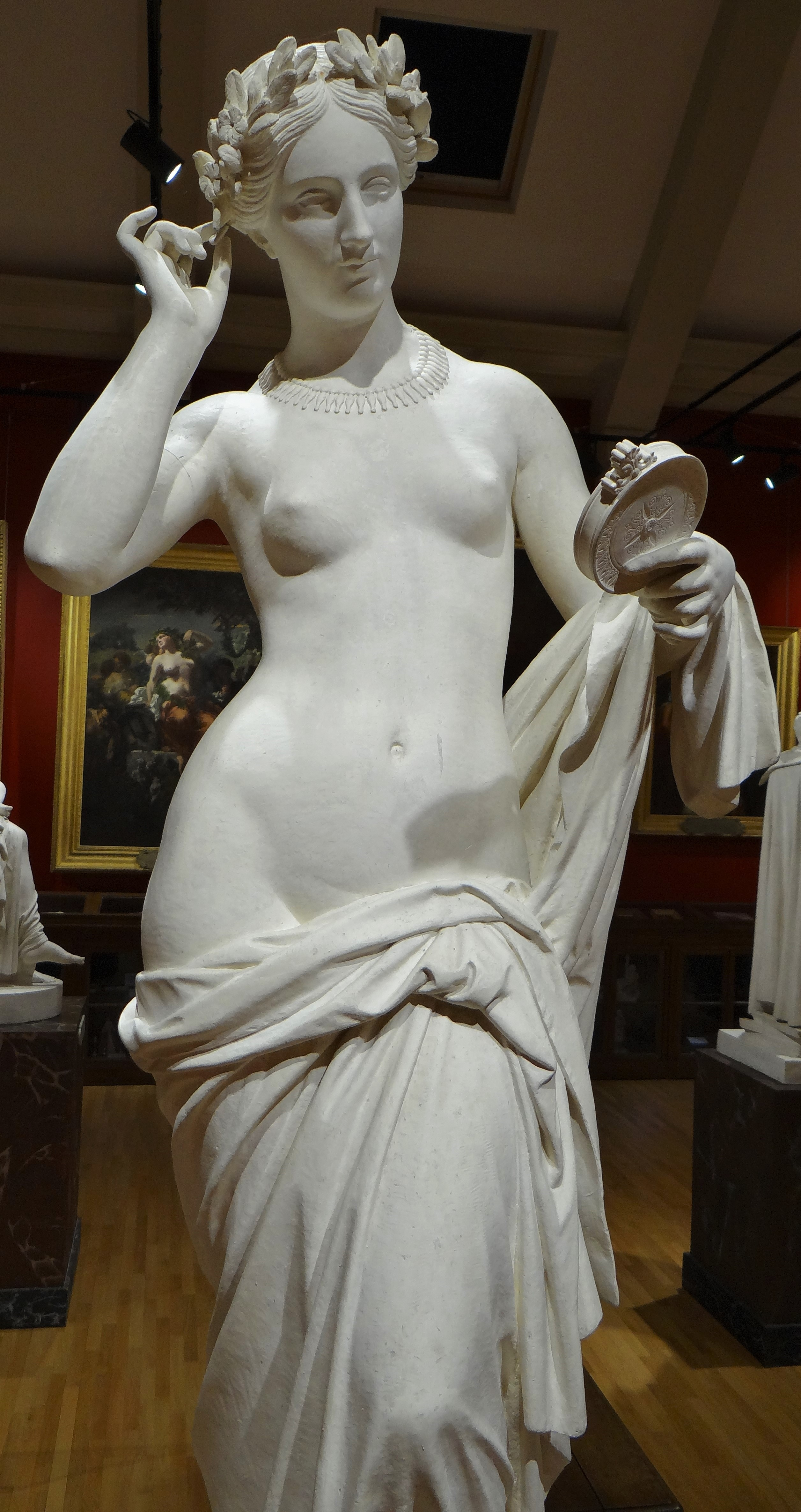
Augustin Dumont, Jeune femme à la toilette, 1843, plâtre original de la statue en marbre qui se trouve au musée des Beaux-Arts de Nancy, musée de Semur-en-Auxois.
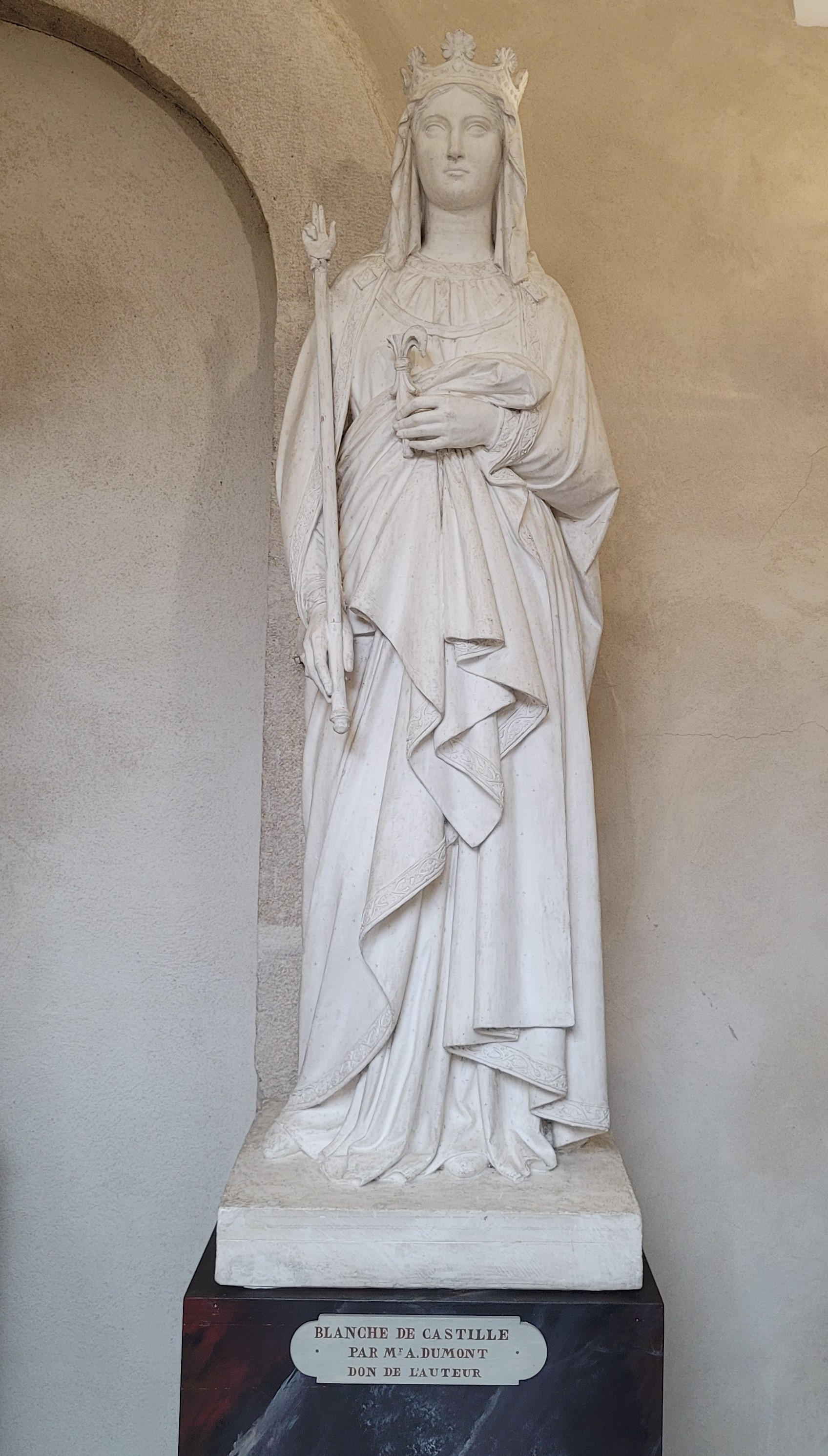
Augustin Dumont, Blanche de Castille, plâtre original d'une statue de marbre du jardin du Luxembourg à Paris, musée de Semur-en-Auxois.
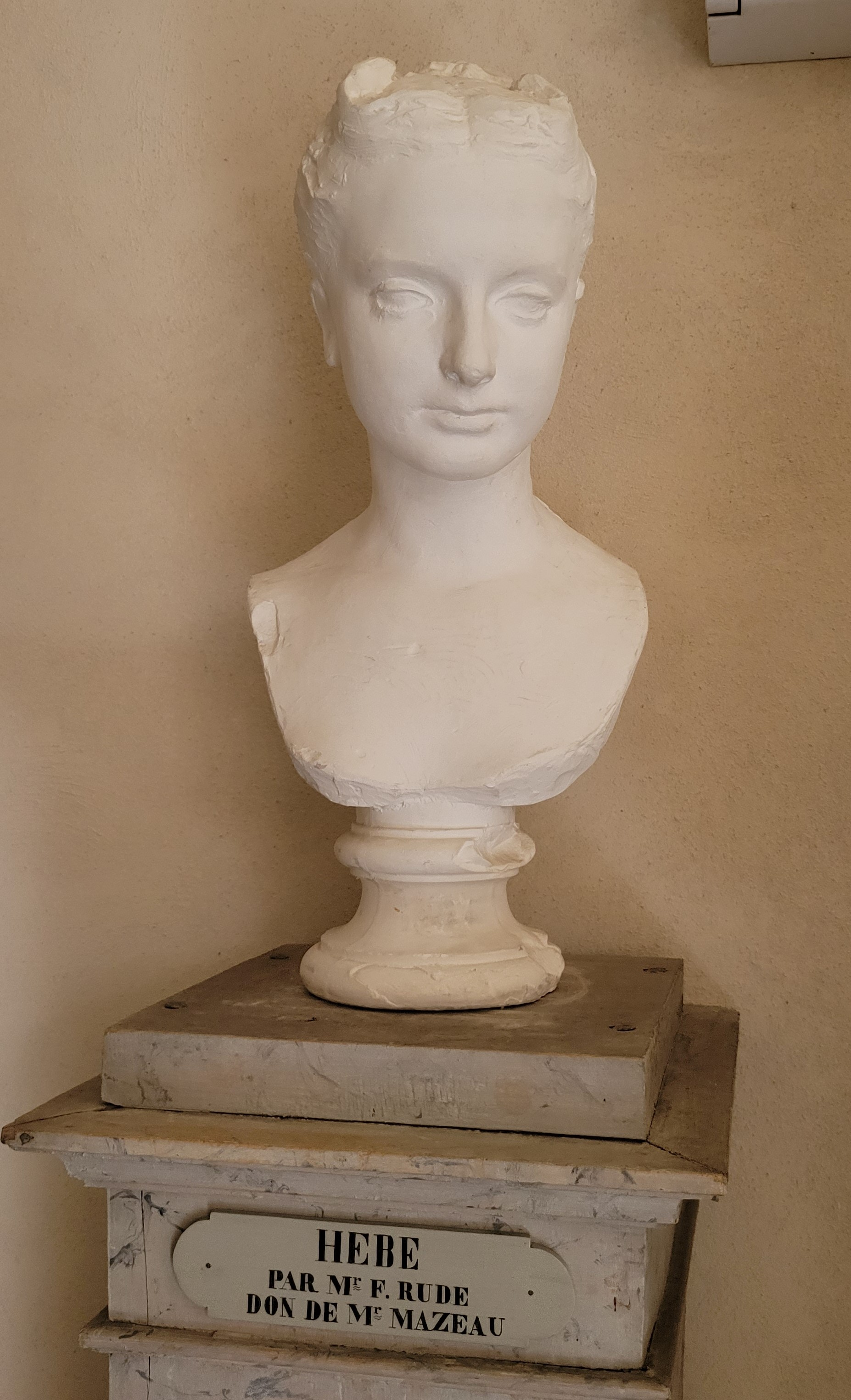
François Rude, Tête d'Hébé, fin XVIIIe siècle, plâtre, musée de Semur-en-Auxois.
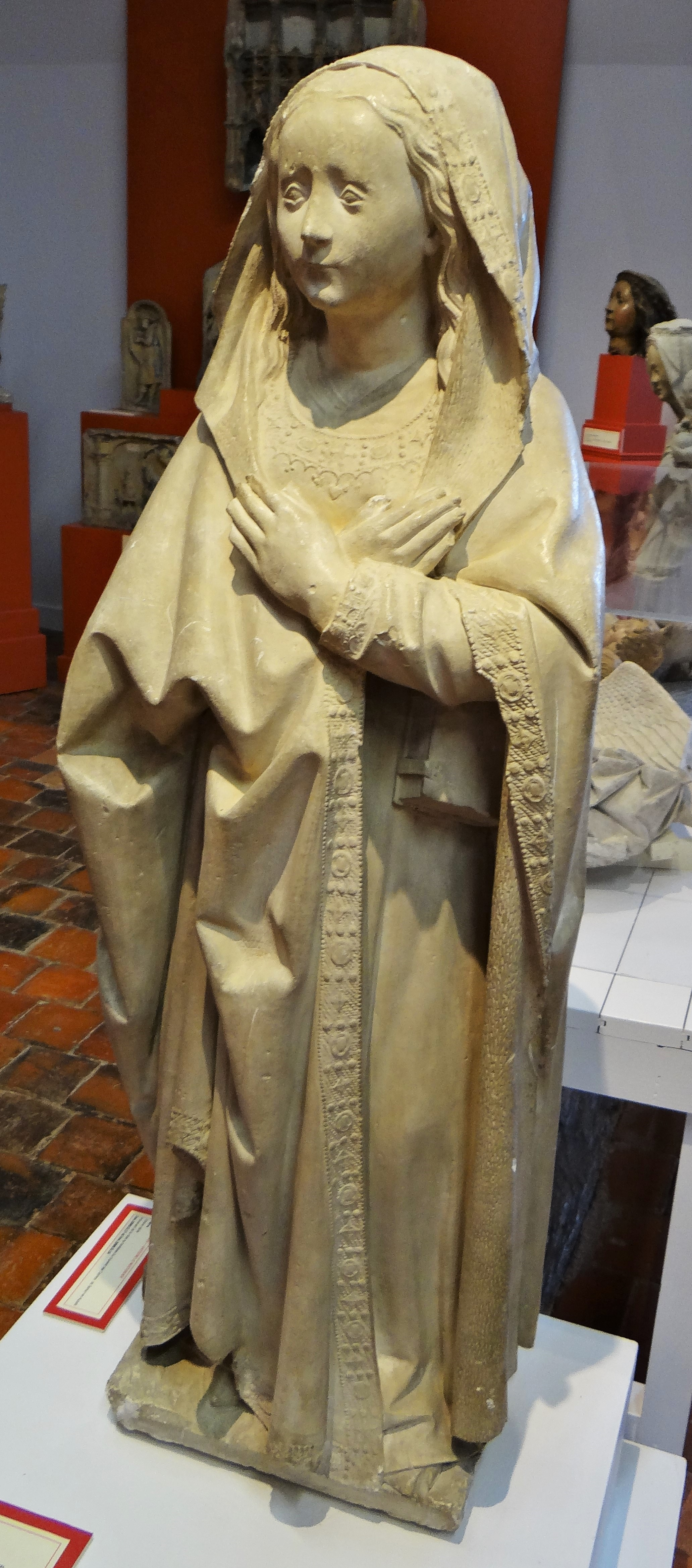
Anonyme, Vierge de l'Annonciation, XVe siècle, provenant de l'ancien hôpital des Remparts de Semur-en-Auxois, musée de Semur-en-Auxois.
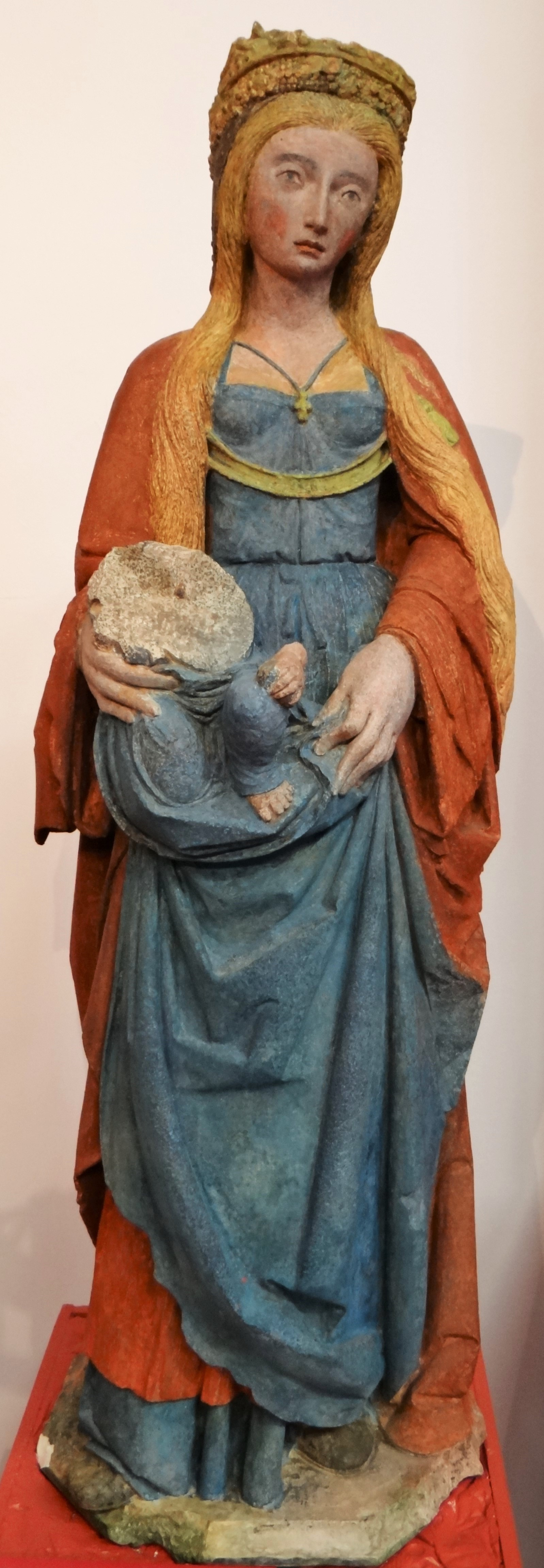
Anonyme, Vierge à l'enfant, début XVIe siècle, provenant de la maison au 41 rue des Minimes, pierre calcaire polychromée, musée de Semur-en-Auxois.

## Expositions temporaires

### Dominica Leverve
L'exposition temporaire "Une artiste singulière : D. Leverve 1854-1939" est une rétrospective biographique et monographique consacrée à Dominica Leverve (1854-1939), une artiste originaire de Semur-en-Auxois. Présentée au musée du 1er juin au 30 novembre 2024, elle a mis en lumière la carrière de cette sculptrice, qui a consacré sa vie à travailler le bois et l'argile, explorant principalement des thématiques religieuses et animalières.

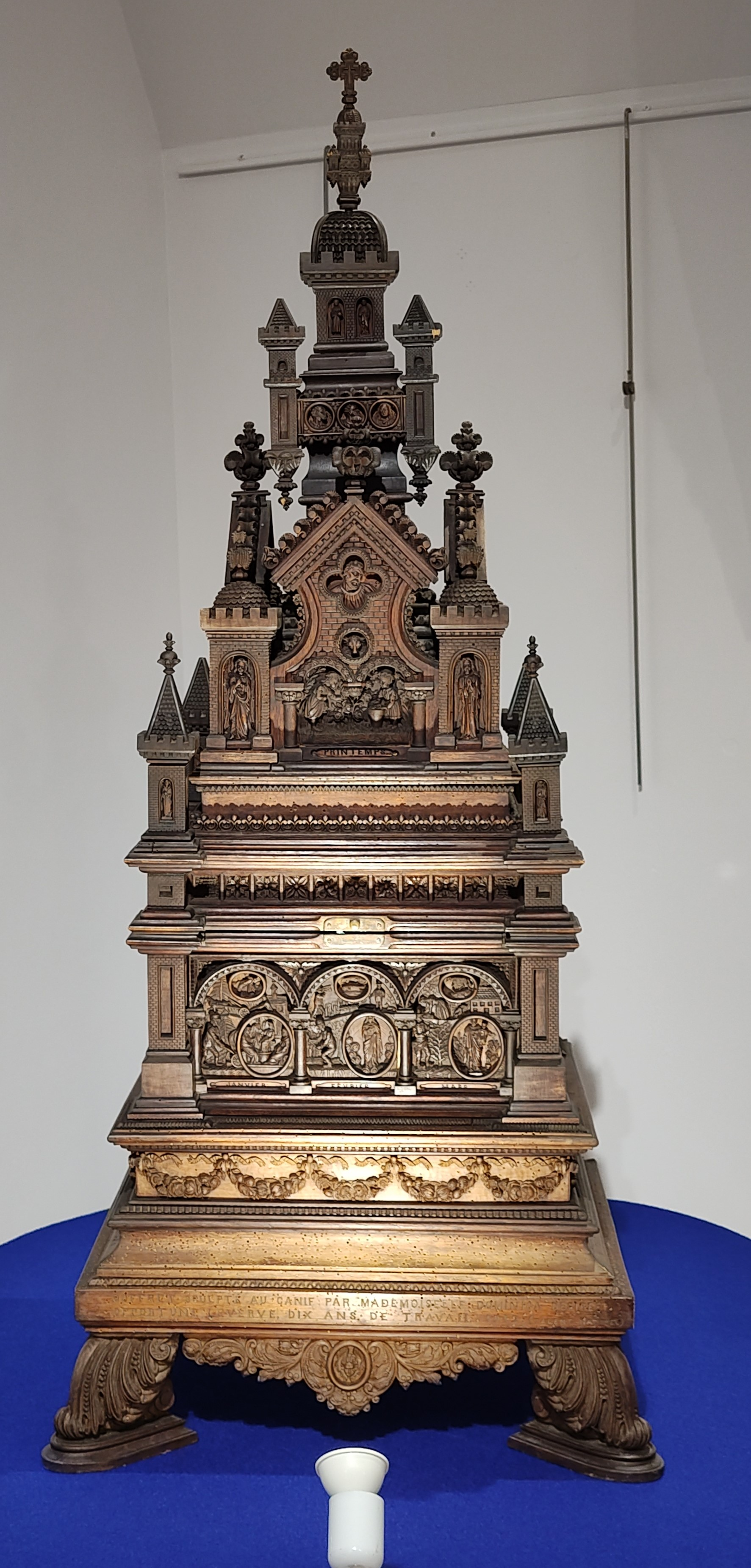
Dominica Leverve, Reliquaire, bois, musée de Semur-en-Auxois.
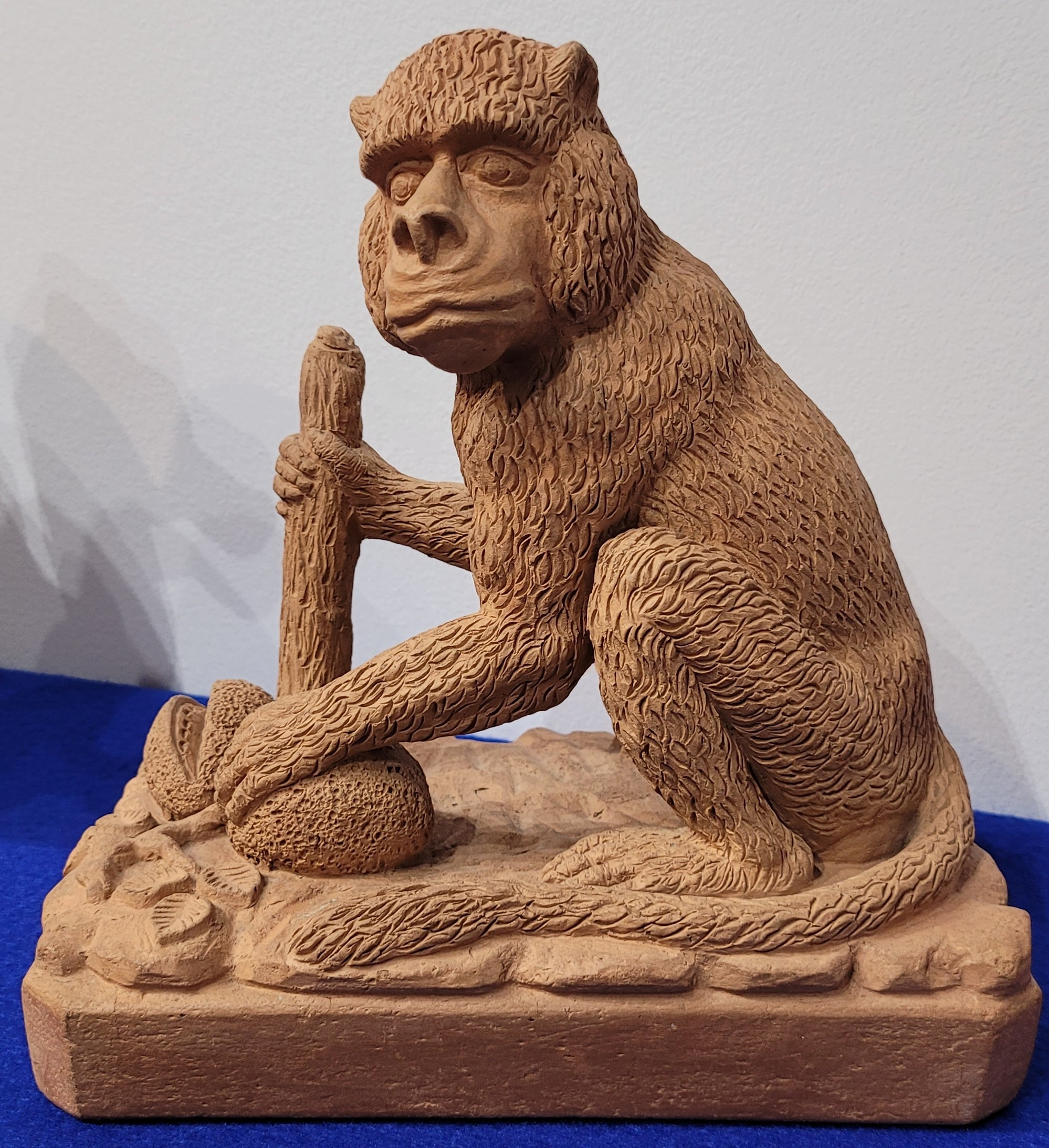
Dominica Leverve, Singe, argile, musée de Semur-en-Auxois.